# Ориньо
Эдилсон Борба де Акино (порт. Edilson Borba de Aquino; род. 24 мая 1995, Сан-Паулу), более известен как Ориньо (порт. Orinho) — бразильский футболист, левый защитник клуба «Захо».

## Карьера

### Карьера в Бразилии
Родился в Сан-Паулу. Воспитанник местной академии «Гремио», откуда потом в 2013 году попал в академию «Жувентуса». Он дебютировал за основную команду 19 июля 2014 года, выйдя на замену во втором тайме в матче Кубка Паулисты против «Санту-Андре». После впечатляющих выступлений в молодежной команде Ориньо был переведен в основной состав перед началом сезона 2015 года. Он регулярно выходил на поле, а свой первый гол за команду забил 18 марта 2015 года со штрафного против клуба «Котиа».
В июле 2015 года бразилец присоединился к «Сантосу» на правах аренды сроком на один год, первоначально игрок отправился в команду до 20 лет. В следующем году он был переведен в резервную команду и был выкуплен 3 июня 2016 года, подписав долгосрочный трехлетний контракт. В июле 2017 года Ориньо был переведен в основной состав. Он дебютировал за основную команду в Серии А 16 сентября 2017 против «Ботафого».
В январе 2018 года Ориньо был отдан в аренду в клуб «Понте-Прета» до конца года. По возвращении он стал единственным хорошим игроком на позиции левого защитника и начал кампанию в качестве основного игрока при новом менеджере Хорхе Сампаоли, но потерял своё место в стартовом составе после прихода нового защитника Фелипе Жонатана. В сентябре 2019 года Ориньо присоединился к «Флуминенсе». В 2020 году отправился в аренду в «Оэсте».

### «Динамо» Минск
В октябре 2021 года появились слухи, что Ориньо продолжит свою карьеру в Беларуси в минском «Динамо». 13 декабря 2021 года игрок подписал контракт с минским клубом. До приезда в минский клуб бразилец почти год не имел игровой практики. Дебютировал за динамовцев 6 марта 2022 года в Кубке Беларуси против «Гомеля», выйдя в стартовом составе и отыграв весь матч. 18 марта 2022 года дебютировал в Высшей лиге, выйдя на замену на 77 минуте матча против «Минска». В матче 9 апреля 2022 года против мозырьской «Славии» отдал свою первую результативную передачу за клуб, благодаря которой динамовцы смогли сровнять счёт в матче. В мае 2022 года был дисквалифицирован на 2 матча решением контрольно-дисциплинарного комитета за эпизоды, которые произошли в концовке игры 8 тура в матче между солигорским «Шахтёром» и минским «Динамо». Матч против борисовского БАТЭ 10 сентября 2022 года стал 50 в профессиональной карьере футболиста. Закрепился в основной команде, став ключевым крайним защитником.
В январе 2023 года продолжил тренироваться с минским клубом. Первый матч в сезоне сыграл 18 марта 2023 года против «Ислочи», забив свой дебютный гол. Футболист попал в символическую сборную 1 тура Высшей лиги. В июле 2023 года вместе с клубом отправился на квалификационные матчи Лиги конференций УЕФА. Футболист по итогам первого круга Высшей лиги попал в символическую сборную как лучший левый крайний защитник. Первый матч в рамках еврокубкового турнира сыграл 13 июля 2023 года против боснийского клуба «Железничар». В ответной встрече 20 июля 2023 года боснийский «Железничар» оказался сильнее и по сумме матчей прошёл во второй квалификационный раунд. Матч против гродненского «Немана», который футболист провёл 17 сентября 2023 года, стал для бразильца 50 в составе белорусского клуба. По итогу сезона футболист стал победителем чемпионата. В декабре 2023 года футболист в своих социальных сетях сообщил об уходе из белорусского клуба.

### «Родина»
В декабре 2023 года появилась информация, что к футболисту проявляет интерес польская «Ягеллония». В январе 2024 года сообщалось, что футболист может продолжить карьеру в московской «Родине», а также, что интерес проявляли российские «Химки» и «Торпедо». Вскоре футболист официально присоединился к московской «Родине». Дебютировал за клуб футболист 3 марта 2024 года в матче против клуба «Акрон», выйдя на поле в стартовом составе. Первым результативным действием за клуб футболист отличился 19 апреля 2024 года в матче против московских «Химок», отдав голевую передачу. По итогу сезона футболист вместе с клубом завершил чемпионат на итоговом пятом месте. На протяжении сезона футболист выступал за московский клуб в роли одного из основных игроков, успев отличиться своей единственной результативной передачей.

### «Химки»
В июне 2024 года футболист перешёл в «Химки», подписав трёхлетний контракт. Дебютировал за клуб футболист 21 июля 2024 года в матче российской Премьер-лиги против махачкалинского «Динамо», выйдя на поле в стартовом составе. Первым результативным действием за клуб футболист отличился 3 августа 2024 года в матче против казанского «Рубина», отдав голевую передачу. По итогу сезона футболист вместе с клубом завершил чемпионат на итоговом двенадцатом месте. На протяжении сезона футболист выступал за клуб в роли одного из основных игроков, отличившись 2 результативными передачами. Однако в мае 2025 года Российский футбольный союз отказал в выдаче лицензии московскому клубу на участие в Премьер-лиге. В июне 2025 года стало известно, что клуб находиться на стадии реорганизации, а с футболистами ведутся переговоры о расторжении контрактов.

### «Захо»
В июле 2025 года футболист сообщил, что у него есть предложение от российского клуба, а также, что им интересуются пару белорусских клубов. В конце июля 2025 года на правах свободного агента присоединился к иракскому клубу «Захо», подписав контракт до конца сезона.

## Достижения
«Динамо» Минск
- Чемпион Беларуси: 2023